# Championnat de Turquie de football 1990-1991
Navigation
Saison précédente Saison suivante
La saison 1990-1991 du Championnat de Turquie de football est la 33e édition de la première division turque, la 1. Turkiye Lig. Les 16 équipes sont regroupées au sein d'une poule unique, où chaque équipe affronte tous les adversaires de sa poule 2 fois, à domicile et à l'extérieur.
Besiktas JK termine de nouveau en tête du championnat cette année. C'est le 9e titre de champion de son histoire.

## Les 16 clubs participants
| - Galatasaray - Konyaspor - Adanaspor AS - Boluspor - Bursaspor - Sariyer GK Istanbul - Bakirköyspor - Promu de D2 - Karşıyaka SK | - Fenerbahce SK - Besiktas JK - Ankaragücü - Trabzonspor - Genclerbirligi - Aydinspor - Promu de D2 - Gaziantep SK - Promu de D2 - Zeytinburnu SK Istanbul |

## Compétition

### Classement
Le barème de points servant à établir le classement se décompose ainsi :
- Victoire : 3 points
- Match nul : 1 point
- Défaite : 0 point

| Rang | Équipe                  | Pts | J  | G  | N  | P  | Bp | Bc | Diff |
| ---- | ----------------------- | --- | -- | -- | -- | -- | -- | -- | ---- |
| 1.   | Beşiktaş JK (T)         | 69  | 30 | 20 | 9  | 1  | 63 | 24 | +39  |
| 2.   | Galatasaray SK (C)      | 64  | 30 | 19 | 7  | 4  | 63 | 31 | +32  |
| 3.   | Trabzonspor             | 51  | 30 | 14 | 9  | 7  | 55 | 37 | +18  |
| 4.   | Sariyer GK Istanbul     | 45  | 30 | 11 | 12 | 7  | 39 | 34 | +5   |
| 5.   | Fenerbahçe SK           | 44  | 30 | 12 | 8  | 10 | 53 | 53 | 0    |
| 6.   | Bakirköyspor (P)        | 43  | 30 | 12 | 7  | 11 | 53 | 41 | +12  |
| 7.   | MKE Ankaragücü          | 41  | 30 | 11 | 8  | 11 | 46 | 43 | +3   |
| 8.   | Bursaspor               | 38  | 30 | 11 | 5  | 14 | 31 | 36 | -5   |
| 9.   | Boluspor                | 37  | 30 | 8  | 13 | 9  | 35 | 37 | -2   |
| 10.  | Genclerbirligi          | 36  | 30 | 9  | 9  | 12 | 36 | 47 | -11  |
| 11.  | Aydinspor (P)           | 34  | 30 | 7  | 13 | 10 | 44 | 51 | -7   |
| 12.  | Konyaspor               | 34  | 30 | 10 | 4  | 16 | 33 | 45 | -12  |
| 13.  | Gaziantep SK (P)        | 33  | 30 | 9  | 6  | 15 | 29 | 45 | -16  |
| 14.  | Zeytinburnu SK Istanbul | 29  | 30 | 6  | 11 | 13 | 26 | 40 | -14  |
| 15.  | Karşıyaka SK            | 26  | 30 | 6  | 8  | 16 | 32 | 50 | -18  |
| 16.  | Adanaspor AS            | 26  | 30 | 5  | 11 | 14 | 34 | 58 | -24  |

|  | Qualifié pour la Coupe des clubs champions 1991-1992 |
|  | Qualifié pour la Coupe des Coupes 1991-1992          |
|  | Qualifié pour la Coupe UEFA 1991-1992                |
|  | Relégation en 2. Lig                                 |

## Bilan de la saison
| Tableau d'Honneur                  |                |
| Compétition                        | Vainqueur      |
| Championnat de Turquie de football | Besiktas JK    |
| Coupe de Turquie                   | Galatasaray SK |

| Qualifications européennes                    |                |
| Coupe des clubs champions européens 1991-1992 | Qualifié       |
| Premier tour                                  | Besiktas JK    |
| Coupe des Coupes 1991-1992                    | Qualifié       |
| Premier tour                                  | Galatasaray SK |
| Coupe UEFA 1991-1992                          | Qualifié       |
| Premier tour                                  | Trabzonspor    |

| Promotion et relégation |                                                   |
| Relégués en 2e division | Zeytinburnu SK Istanbul Karşıyaka SK Adanaspor AS |
| Promus en Super Lig     | Altay Izmir Adana Demirspor Samsunspor            |

### articles connexes
- Championnat de Turquie de football